# Melaniparus niger
Melaniparus niger е вид птица от семейство Paridae.

## Разпространение
Видът е разпространен в Ангола, Ботсвана, Замбия, Зимбабве, Малави, Мозамбик, Намибия, Свазиленд и Южна Африка.